# Elecciones estatales de Coahuila de 2002
Las elecciones estatales de Coahuila de 2002 se lleva a cabo el domingo 22 de septiembre de 2002, y en ellas se renovarán los cargos de elección popular en el estado mexicano de Coahuila:
- 38 ayuntamientos. Compuestos por un Presidente Municipal, síndicos y regidores, electo por un período de tres años no reelegibles para un período inmediato.
- 72 diputados del Congreso. Electos por mayoría de cada una de los distritos electorales y 36 de representación proporcional.

## Resultados Electorales

### Ayuntamientos
|  | 30.24 % |

|  | 49.19 % |

|  | 8.35 % |

|  | 2.65 % |

|  | 0.92 % |

|  | 4.26 % |

|  | 1.29 % |

|  | 0.37 % |

|  | 1.89 % |

|  | 0.63 % |

|  | 0.21 % |

|  | 97.22 % |

|  | 2.11 % |

|  | 46.33 % |

|  | 53.66 % |

#### Abasolo
|  | 46.03 % |

|  | 52.09 % |

|  | 1.87 % |

#### Allende
| Ayuntamiento de Allende                           | Ayuntamiento de Allende                 | Ayuntamiento de Allende                 | Ayuntamiento de Allende                 | Resultados | Resultados | Resultados |
| Candidato                                         | Candidato                               | Candidato                               | Partido                                 | Votos      | Porcentaje | Escaños    |
| ------------------------------------------------- | --------------------------------------- | --------------------------------------- | --------------------------------------- | ---------- | ---------- | ---------- |
|                                                   |                                         | —                                       | Partido Acción Nacional                 | 3286       | —          | —          |
| Esteban Barron Zulaica                            |                                         | Esteban Barron Zulaica                  | Partido Revolucionario Institucional    | 4081       | —          | —          |
|                                                   |                                         | —                                       | Partido de la Revolución Democrática    | 135        | —          | —          |
| Total de votos válidos                            | Total de votos válidos                  | Total de votos válidos                  | Total de votos válidos                  | 7502       | —          |            |
| Votos nulos                                       | Votos nulos                             | Votos nulos                             | Votos nulos                             | 62         | —          |            |
| Total de votos emitidos (participación)           | Total de votos emitidos (participación) | Total de votos emitidos (participación) | Total de votos emitidos (participación) | 7564       | —          |            |
| Instituto Electoral y de Participación Ciudadana. |                                         |                                         |                                         |            |            |            |

#### Arteaga
| Ayuntamiento de Arteaga                           | Ayuntamiento de Arteaga                 | Ayuntamiento de Arteaga                 | Ayuntamiento de Arteaga                 | Resultados | Resultados | Resultados |
| Candidato                                         | Candidato                               | Candidato                               | Partido                                 | Votos      | Porcentaje | Escaños    |
| ------------------------------------------------- | --------------------------------------- | --------------------------------------- | --------------------------------------- | ---------- | ---------- | ---------- |
|                                                   |                                         | —                                       | Partido Acción Nacional                 | 586        | —          | —          |
| José Santos Carmona Moreno                        |                                         | José Santos Carmona Moreno              | Partido Revolucionario Institucional    | 3543       | —          | —          |
|                                                   |                                         | —                                       | Partido de la Revolución Democrática    | 1077       | —          | —          |
|                                                   |                                         | —                                       | Partido del Trabajo                     | 84         | —          | —          |
|                                                   |                                         | —                                       | Partido Cardenista Coahuilense          | 250        | —          | —          |
| Total de votos válidos                            | Total de votos válidos                  | Total de votos válidos                  | Total de votos válidos                  | 5540       | —          |            |
| Votos nulos                                       | Votos nulos                             | Votos nulos                             | Votos nulos                             | 177        | —          |            |
| Total de votos emitidos (participación)           | Total de votos emitidos (participación) | Total de votos emitidos (participación) | Total de votos emitidos (participación) | 5717       | —          |            |
| Instituto Electoral y de Participación Ciudadana. |                                         |                                         |                                         |            |            |            |

#### Candela
| Ayuntamiento de Candela                           | Ayuntamiento de Candela                 | Ayuntamiento de Candela                 | Ayuntamiento de Candela                 | Resultados | Resultados | Resultados |
| Candidato                                         | Candidato                               | Candidato                               | Partido                                 | Votos      | Porcentaje | Escaños    |
| ------------------------------------------------- | --------------------------------------- | --------------------------------------- | --------------------------------------- | ---------- | ---------- | ---------- |
|                                                   |                                         | —                                       | Partido Acción Nacional                 | 277        | —          | —          |
| Javier Tijerina Menchaca                          |                                         | Javier Tijerina Menchaca                | Partido Revolucionario Institucional    | 721        | —          | —          |
| Total de votos válidos                            | Total de votos válidos                  | Total de votos válidos                  | Total de votos válidos                  | 998        | —          |            |
| Votos nulos                                       | Votos nulos                             | Votos nulos                             | Votos nulos                             | 13         | —          |            |
| Total de votos emitidos (participación)           | Total de votos emitidos (participación) | Total de votos emitidos (participación) | Total de votos emitidos (participación) | 1011       | —          |            |
| Instituto Electoral y de Participación Ciudadana. |                                         |                                         |                                         |            |            |            |

#### Ayuntamiento de Castaños
| Ayuntamiento de Castaños                          | Ayuntamiento de Castaños                | Ayuntamiento de Castaños                | Ayuntamiento de Castaños                | Resultados | Resultados | Resultados |
| Candidato                                         | Candidato                               | Candidato                               | Partido                                 | Votos      | Porcentaje | Escaños    |
| ------------------------------------------------- | --------------------------------------- | --------------------------------------- | --------------------------------------- | ---------- | ---------- | ---------- |
|                                                   |                                         | —                                       | Partido Acción Nacional                 | 1139       | —          | —          |
| Arturo Barrera Ballesteros                        |                                         | Arturo Barrera Ballesteros              | Partido Revolucionario Institucional    | 4007       | —          | —          |
|                                                   |                                         | —                                       | Partido de la Revolución Democrática    | 2047       | —          | —          |
|                                                   |                                         | —                                       | Partido del Trabajo                     | 180        | —          | —          |
|                                                   |                                         | —                                       | Partido Cardenista Coahuilense          | 39         | —          | —          |
|                                                   |                                         | —                                       | Convergencia por la Democracia          | 15         | —          | —          |
|                                                   |                                         | —                                       | Partido Alianza Social                  | 43         | —          | —          |
| Total de votos válidos                            | Total de votos válidos                  | Total de votos válidos                  | Total de votos válidos                  | 7470       | —          |            |
| Votos nulos                                       | Votos nulos                             | Votos nulos                             | Votos nulos                             | 150        | —          |            |
| Total de votos emitidos (participación)           | Total de votos emitidos (participación) | Total de votos emitidos (participación) | Total de votos emitidos (participación) | 7620       | —          |            |
| Instituto Electoral y de Participación Ciudadana. |                                         |                                         |                                         |            |            |            |

#### Cuatrocienegas
| Ayuntamiento de Cuatrocienegas                    | Ayuntamiento de Cuatrocienegas          | Ayuntamiento de Cuatrocienegas          | Ayuntamiento de Cuatrocienegas          | Resultados | Resultados | Resultados |
| Candidato                                         | Candidato                               | Candidato                               | Partido                                 | Votos      | Porcentaje | Escaños    |
| ------------------------------------------------- | --------------------------------------- | --------------------------------------- | --------------------------------------- | ---------- | ---------- | ---------- |
| Sergio Carielo Luna                               |                                         | Sergio Carielo Luna                     | Partido Acción Nacional                 | 2214       | —          | —          |
| Gabriel Villarreal Jordan                         |                                         | Gabriel Villarreal Jordan               | Partido Revolucionario Institucional    | 2142       | —          | —          |
|                                                   |                                         | —                                       | Partido de la Revolución Democrática    | 83         | —          | —          |
|                                                   |                                         | —                                       | Partido del Trabajo                     | 41         | —          | —          |
| Total de votos válidos                            | Total de votos válidos                  | Total de votos válidos                  | Total de votos válidos                  | 4480       | —          |            |
| Votos nulos                                       | Votos nulos                             | Votos nulos                             | Votos nulos                             | 41         | —          |            |
| Total de votos emitidos (participación)           | Total de votos emitidos (participación) | Total de votos emitidos (participación) | Total de votos emitidos (participación) | 4521       | —          |            |
| Instituto Electoral y de Participación Ciudadana. |                                         |                                         |                                         |            |            |            |

#### Ayuntamiento de Juárez
| Ayuntamiento de Juárez                            | Ayuntamiento de Juárez                  | Ayuntamiento de Juárez                  | Ayuntamiento de Juárez                  | Resultados | Resultados | Resultados |
| Candidato                                         | Candidato                               | Candidato                               | Partido                                 | Votos      | Porcentaje | Escaños    |
| ------------------------------------------------- | --------------------------------------- | --------------------------------------- | --------------------------------------- | ---------- | ---------- | ---------- |
|                                                   |                                         | —                                       | Partido Acción Nacional                 | 343        | —          | —          |
| Sergio Kobel Romania                              |                                         | Sergio Kobel Romania                    | Partido Revolucionario Institucional    | 387        | —          | —          |
| Total de votos válidos                            | Total de votos válidos                  | Total de votos válidos                  | Total de votos válidos                  | 730        | —          |            |
| Votos nulos                                       | Votos nulos                             | Votos nulos                             | Votos nulos                             | 11         | —          |            |
| Total de votos emitidos (participación)           | Total de votos emitidos (participación) | Total de votos emitidos (participación) | Total de votos emitidos (participación) | 741        | —          |            |
| Instituto Electoral y de Participación Ciudadana. |                                         |                                         |                                         |            |            |            |

#### Ayuntamiento de Lamadrid
| Ayuntamiento de Lamadrid                          | Ayuntamiento de Lamadrid                | Ayuntamiento de Lamadrid                | Ayuntamiento de Lamadrid                | Resultados | Resultados | Resultados |
| Candidato                                         | Candidato                               | Candidato                               | Partido                                 | Votos      | Porcentaje | Escaños    |
| ------------------------------------------------- | --------------------------------------- | --------------------------------------- | --------------------------------------- | ---------- | ---------- | ---------- |
|                                                   |                                         | —                                       | Partido Acción Nacional                 | 221        | —          | —          |
| Jose Armendariz Esquivel                          |                                         | Jose Armendariz Esquivel                | Partido Revolucionario Institucional    | 507        | —          | —          |
|                                                   |                                         | —                                       | Partido de la Revolución Democrática    | 245        | —          | —          |
| Total de votos válidos                            | Total de votos válidos                  | Total de votos válidos                  | Total de votos válidos                  | 973        | —          |            |
| Votos nulos                                       | Votos nulos                             | Votos nulos                             | Votos nulos                             | 9          | —          |            |
| Total de votos emitidos (participación)           | Total de votos emitidos (participación) | Total de votos emitidos (participación) | Total de votos emitidos (participación) | 982        | —          |            |
| Instituto Electoral y de Participación Ciudadana. |                                         |                                         |                                         |            |            |            |

#### Ayuntamiento de Monclova
| Ayuntamiento de Monclova                          | Ayuntamiento de Monclova                | Ayuntamiento de Monclova                | Ayuntamiento de Monclova                | Resultados | Resultados | Resultados |
| Candidato                                         | Candidato                               | Candidato                               | Partido                                 | Votos      | Porcentaje | Escaños    |
| ------------------------------------------------- | --------------------------------------- | --------------------------------------- | --------------------------------------- | ---------- | ---------- | ---------- |
| Gerardo García Castillo                           |                                         | Gerardo García Castillo                 | Partido Acción Nacional                 | 15814      | —          | —          |
| Jorge Williamson Bosque                           |                                         | Jorge Williamson Bosque                 | Partido Revolucionario Institucional    | 26210      | —          | —          |
|                                                   |                                         | —                                       | Partido de la Revolución Democrática    | 1449       | —          | —          |
|                                                   |                                         | —                                       | Partido del Trabajo                     | 1083       | —          | —          |
|                                                   |                                         | —                                       | Partido Cardenista Coahuilense          | 322        | —          | —          |
|                                                   |                                         | —                                       | Partido Alianza Social                  | 1184       | —          | —          |
|                                                   |                                         | —                                       | Partido de la Sociedad Nacionalista     | 413        | —          | —          |
| Total de votos válidos                            | Total de votos válidos                  | Total de votos válidos                  | Total de votos válidos                  | 46475      | —          |            |
| Votos nulos                                       | Votos nulos                             | Votos nulos                             | Votos nulos                             | 883        | —          |            |
| Total de votos emitidos (participación)           | Total de votos emitidos (participación) | Total de votos emitidos (participación) | Total de votos emitidos (participación) | 47358      | —          |            |
| Instituto Electoral y de Participación Ciudadana. |                                         |                                         |                                         |            |            |            |

#### Ayuntamiento de Morelos
| Ayuntamiento de Morelos                           | Ayuntamiento de Morelos                 | Ayuntamiento de Morelos                 | Ayuntamiento de Morelos                 | Resultados | Resultados | Resultados |
| Candidato                                         | Candidato                               | Candidato                               | Partido                                 | Votos      | Porcentaje | Escaños    |
| ------------------------------------------------- | --------------------------------------- | --------------------------------------- | --------------------------------------- | ---------- | ---------- | ---------- |
|                                                   |                                         | —                                       | Partido Acción Nacional                 | 1524       | —          | —          |
| Rogelio de Hoyos Pérez                            |                                         | Rogelio de Hoyos Pérez                  | Partido Revolucionario Institucional    | 1559       | —          | —          |
|                                                   |                                         | —                                       | Partido de la Revolución Democrática    | 70         | —          | —          |
| Total de votos válidos                            | Total de votos válidos                  | Total de votos válidos                  | Total de votos válidos                  | 3153       | —          |            |
| Votos nulos                                       | Votos nulos                             | Votos nulos                             | Votos nulos                             | 38         | —          |            |
| Total de votos emitidos (participación)           | Total de votos emitidos (participación) | Total de votos emitidos (participación) | Total de votos emitidos (participación) | 3191       | —          |            |
| Instituto Electoral y de Participación Ciudadana. |                                         |                                         |                                         |            |            |            |

#### Ayuntamiento de Nava
| Ayuntamiento de Nava                              | Ayuntamiento de Nava                    | Ayuntamiento de Nava                    | Ayuntamiento de Nava                    | Resultados | Resultados | Resultados |
| Candidato                                         | Candidato                               | Candidato                               | Partido                                 | Votos      | Porcentaje | Escaños    |
| ------------------------------------------------- | --------------------------------------- | --------------------------------------- | --------------------------------------- | ---------- | ---------- | ---------- |
|                                                   |                                         | —                                       | Partido Acción Nacional                 | 4051       | —          | —          |
| Juan Antonio Osuna Cárdenas                       |                                         | Juan Antonio Osuna Cárdenas             | Partido Revolucionario Institucional    | 3187       | —          | —          |
| Jesús Oliden Hernández                            |                                         | Jesús Oliden Hernández                  | Partido de la Revolución Democrática    | 123        | —          | —          |
| Jesús Oliden Hernández                            |                                         | Jesús Oliden Hernández                  | Unidad Democrática de Coahuila          | 2          | —          | —          |
|                                                   |                                         | —                                       | Partido Cardenista Coahuilense          | 17         | —          | —          |
|                                                   |                                         | —                                       | —                                       | 5          | —          | —          |
| Total de votos válidos                            | Total de votos válidos                  | Total de votos válidos                  | Total de votos válidos                  | 7380       | —          |            |
| Votos nulos                                       | Votos nulos                             | Votos nulos                             | Votos nulos                             | 67         | —          |            |
| Total de votos emitidos (participación)           | Total de votos emitidos (participación) | Total de votos emitidos (participación) | Total de votos emitidos (participación) | 7452       | —          |            |
| Instituto Electoral y de Participación Ciudadana. |                                         |                                         |                                         |            |            |            |

#### Ayuntamiento de Ocampo
| Ayuntamiento de Ocampo                            | Ayuntamiento de Ocampo                  | Ayuntamiento de Ocampo                  | Ayuntamiento de Ocampo                  | Resultados | Resultados | Resultados |
| Candidato                                         | Candidato                               | Candidato                               | Partido                                 | Votos      | Porcentaje | Escaños    |
| ------------------------------------------------- | --------------------------------------- | --------------------------------------- | --------------------------------------- | ---------- | ---------- | ---------- |
|                                                   |                                         | —                                       | Partido Acción Nacional                 | 290        | —          | —          |
| Jesús Martínez Rodríguez                          |                                         | Jesús Martínez Rodríguez                | Partido Revolucionario Institucional    | 1529       | —          | —          |
|                                                   |                                         | —                                       | Partido de la Revolución Democrática    | 1544       | —          | —          |
| Total de votos válidos                            | Total de votos válidos                  | Total de votos válidos                  | Total de votos válidos                  | 3363       | —          |            |
| Votos nulos                                       | Votos nulos                             | Votos nulos                             | Votos nulos                             | 48         | —          |            |
| Total de votos emitidos (participación)           | Total de votos emitidos (participación) | Total de votos emitidos (participación) | Total de votos emitidos (participación) | 3411       | —          |            |
| Instituto Electoral y de Participación Ciudadana. |                                         |                                         |                                         |            |            |            |

#### Ayuntamiento de Progreso
| Ayuntamiento de Progreso                          | Ayuntamiento de Progreso                | Ayuntamiento de Progreso                | Ayuntamiento de Progreso                | Resultados | Resultados | Resultados |
| Candidato                                         | Candidato                               | Candidato                               | Partido                                 | Votos      | Porcentaje | Escaños    |
| ------------------------------------------------- | --------------------------------------- | --------------------------------------- | --------------------------------------- | ---------- | ---------- | ---------- |
|                                                   |                                         | —                                       | Partido Acción Nacional                 | 498        | —          | —          |
| Rubén Trejo García                                |                                         | Rubén Trejo García                      | Partido Revolucionario Institucional    | 728        | —          | —          |
|                                                   |                                         | —                                       | Partido de la Revolución Democrática    | 152        | —          | —          |
| Total de votos válidos                            | Total de votos válidos                  | Total de votos válidos                  | Total de votos válidos                  | 1378       | —          |            |
| Votos nulos                                       | Votos nulos                             | Votos nulos                             | Votos nulos                             | 17         | —          |            |
| Total de votos emitidos (participación)           | Total de votos emitidos (participación) | Total de votos emitidos (participación) | Total de votos emitidos (participación) | 1395       | —          |            |
| Instituto Electoral y de Participación Ciudadana. |                                         |                                         |                                         |            |            |            |

#### Ayuntamiento de Ramos Arizpe
| Ayuntamiento de Ramos Arizpe                      | Ayuntamiento de Ramos Arizpe            | Ayuntamiento de Ramos Arizpe            | Ayuntamiento de Ramos Arizpe            | Resultados | Resultados | Resultados |
| Candidato                                         | Candidato                               | Candidato                               | Partido                                 | Votos      | Porcentaje | Escaños    |
| ------------------------------------------------- | --------------------------------------- | --------------------------------------- | --------------------------------------- | ---------- | ---------- | ---------- |
| Ernesto Saro Boardman                             |                                         | Ernesto Saro Boardman                   | Partido Acción Nacional                 | 6821       | —          | —          |
|                                                   |                                         | —                                       | Partido Revolucionario Institucional    | 5268       | —          | —          |
|                                                   |                                         | —                                       | Partido de la Revolución Democrática    | 184        | —          | —          |
|                                                   |                                         | —                                       | Partido del Trabajo                     | 45         | —          | —          |
|                                                   |                                         | —                                       | Partido Cardenista Coahuilense          | 196        | —          | —          |
|                                                   |                                         | —                                       | Partido de la Libertad                  | 208        | —          | —          |
|                                                   |                                         | —                                       | Convergencia por la Democracia          | 129        | —          | —          |
| Total de votos válidos                            | Total de votos válidos                  | Total de votos válidos                  | Total de votos válidos                  | 12851      | —          |            |
| Votos nulos                                       | Votos nulos                             | Votos nulos                             | Votos nulos                             | 253        | —          |            |
| Total de votos emitidos (participación)           | Total de votos emitidos (participación) | Total de votos emitidos (participación) | Total de votos emitidos (participación) | 13104      | —          |            |
| Instituto Electoral y de Participación Ciudadana. |                                         |                                         |                                         |            |            |            |

#### Ayuntamiento de Sacramento
| Ayuntamiento de Sacramento                        | Ayuntamiento de Sacramento              | Ayuntamiento de Sacramento              | Ayuntamiento de Sacramento              | Resultados | Resultados | Resultados |
| Candidato                                         | Candidato                               | Candidato                               | Partido                                 | Votos      | Porcentaje | Escaños    |
| ------------------------------------------------- | --------------------------------------- | --------------------------------------- | --------------------------------------- | ---------- | ---------- | ---------- |
|                                                   |                                         | —                                       | Partido Acción Nacional                 | 383        | —          | —          |
| Ricardo de la Paz Ramos                           |                                         | Ricardo de la Paz Ramos                 | Partido Revolucionario Institucional    | 496        | —          | —          |
|                                                   |                                         | —                                       | Partido del Trabajo                     | 255        | —          | —          |
| Total de votos válidos                            | Total de votos válidos                  | Total de votos válidos                  | Total de votos válidos                  | 1139       | —          |            |
| Votos nulos                                       | Votos nulos                             | Votos nulos                             | Votos nulos                             | 14         | —          |            |
| Total de votos emitidos (participación)           | Total de votos emitidos (participación) | Total de votos emitidos (participación) | Total de votos emitidos (participación) | 1153       | —          |            |
| Instituto Electoral y de Participación Ciudadana. |                                         |                                         |                                         |            |            |            |

#### Ayuntamiento de Saltillo
El entonces secretario de educación publica estatal el profesor Humberto Moreira Valdés logró la nominación como candidato priista y lograrían el triunfo en la elección general auxiliados por un alto abstencionismo.

#### Ayuntamiento de San Buenaventura
| Ayuntamiento de San Buenaventura                  | Ayuntamiento de San Buenaventura        | Ayuntamiento de San Buenaventura        | Ayuntamiento de San Buenaventura        | Resultados | Resultados | Resultados |
| Candidato                                         | Candidato                               | Candidato                               | Partido                                 | Votos      | Porcentaje | Escaños    |
| ------------------------------------------------- | --------------------------------------- | --------------------------------------- | --------------------------------------- | ---------- | ---------- | ---------- |
|                                                   |                                         | —                                       | Partido Acción Nacional                 | 2618       | —          | —          |
| Severino Garza Guajardo                           |                                         | Severino Garza Guajardo                 | Partido Revolucionario Institucional    | 4220       | —          | —          |
|                                                   |                                         | —                                       | Partido de la Revolución Democrática    | 202        | —          | —          |
|                                                   |                                         | —                                       | Partido del Trabajo                     | 90         | —          | —          |
|                                                   |                                         | —                                       | Partido Alianza Social                  | 176        | —          | —          |
| Total de votos válidos                            | Total de votos válidos                  | Total de votos válidos                  | Total de votos válidos                  | 7306       | —          |            |
| Votos nulos                                       | Votos nulos                             | Votos nulos                             | Votos nulos                             | 96         | —          |            |
| Total de votos emitidos (participación)           | Total de votos emitidos (participación) | Total de votos emitidos (participación) | Total de votos emitidos (participación) | 7402       | —          |            |
| Instituto Electoral y de Participación Ciudadana. |                                         |                                         |                                         |            |            |            |

#### Ayuntamiento de San Juan de Sabinas
| Ayuntamiento de San Juan de Sabinas               | Ayuntamiento de San Juan de Sabinas     | Ayuntamiento de San Juan de Sabinas     | Ayuntamiento de San Juan de Sabinas     | Resultados | Resultados | Resultados |
| Candidato                                         | Candidato                               | Candidato                               | Partido                                 | Votos      | Porcentaje | Escaños    |
| ------------------------------------------------- | --------------------------------------- | --------------------------------------- | --------------------------------------- | ---------- | ---------- | ---------- |
| Jorge Guajardo Garza                              |                                         | Jorge Guajardo Garza                    | Partido Acción Nacional                 | 8359       | —          | —          |
| José Luis Guadiana Tijerina                       |                                         | José Luis Guadiana Tijerina             | Partido Revolucionario Institucional    | 6669       | —          | —          |
|                                                   |                                         | —                                       | Partido de la Revolución Democrática    | 116        | —          | —          |
|                                                   |                                         | —                                       | Partido del Trabajo                     | 486        | —          | —          |
|                                                   |                                         | —                                       | Unidad Democrática de Coahuila          | 1245       | —          | —          |
|                                                   |                                         | —                                       | —                                       | 161        | —          | —          |
| Total de votos válidos                            | Total de votos válidos                  | Total de votos válidos                  | Total de votos válidos                  | 17036      | —          |            |
| Votos nulos                                       | Votos nulos                             | Votos nulos                             | Votos nulos                             | 337        | —          |            |
| Total de votos emitidos (participación)           | Total de votos emitidos (participación) | Total de votos emitidos (participación) | Total de votos emitidos (participación) | 17373      | —          |            |
| Instituto Electoral y de Participación Ciudadana. |                                         |                                         |                                         |            |            |            |

#### Ayuntamiento de San Pedro de las Colonias
|  | 5.43 % |

|  | 45.47 % |

|  | 45.50 % |

|  | 0.84 % |

|  | 1.10 % |

|  | 0.83 % |

#### Ayuntamiento de Sierra Mojada
| Ayuntamiento de Sierra Mojada                     | Ayuntamiento de Sierra Mojada           | Ayuntamiento de Sierra Mojada           | Ayuntamiento de Sierra Mojada           | Resultados | Resultados | Resultados |
| Candidato                                         | Candidato                               | Candidato                               | Partido                                 | Votos      | Porcentaje | Escaños    |
| ------------------------------------------------- | --------------------------------------- | --------------------------------------- | --------------------------------------- | ---------- | ---------- | ---------- |
|                                                   |                                         | —                                       | Partido Acción Nacional                 | 304        | —          | —          |
| Clemente de Jesús de la Rosa                      |                                         | Clemente de Jesús de la Rosa            | Partido Revolucionario Institucional    | 805        | —          | —          |
|                                                   |                                         | —                                       | Partido de la Revolución Democrática    | 150        | —          | —          |
|                                                   |                                         | —                                       | Partido del Trabajo                     | 56         | —          | —          |
| Total de votos válidos                            | Total de votos válidos                  | Total de votos válidos                  | Total de votos válidos                  | 1315       | —          |            |
| Votos nulos                                       | Votos nulos                             | Votos nulos                             | Votos nulos                             | 20         | —          |            |
| Total de votos emitidos (participación)           | Total de votos emitidos (participación) | Total de votos emitidos (participación) | Total de votos emitidos (participación) | 1335       | —          |            |
| Instituto Electoral y de Participación Ciudadana. |                                         |                                         |                                         |            |            |            |

#### Ayuntamiento de Torreón
El Partido Revolucionario Institucional lanzó a Laura Reyes Retana como candidata quien era afín al secretario de gobierno Raúl Sifuentes, mientras Francisco Davila Rodríguez  fue registrado por el Partido de la Revolución Democrática, Partido del Trabajo y la Unidad Democrática de Coahuila ex-priista que había sido precandidato a la gubernatura en 1999. Landeros y Davila Rodriguez fueron claves para que el candidato albiazul lograra el triunfo.

#### Ayuntamiento de Villa Unión
| Ayuntamiento de Villa Unión                       | Ayuntamiento de Villa Unión             | Ayuntamiento de Villa Unión             | Ayuntamiento de Villa Unión             | Resultados | Resultados | Resultados |
| Candidato                                         | Candidato                               | Candidato                               | Partido                                 | Votos      | Porcentaje | Escaños    |
| ------------------------------------------------- | --------------------------------------- | --------------------------------------- | --------------------------------------- | ---------- | ---------- | ---------- |
|                                                   |                                         | —                                       | Partido Acción Nacional                 | 1273       | —          | —          |
| Mario Humberto González Vela                      |                                         | Mario Humberto González Vela            | Partido Revolucionario Institucional    | 1354       | —          | —          |
| Total de votos válidos                            | Total de votos válidos                  | Total de votos válidos                  | Total de votos válidos                  | 2627       | —          |            |
| Votos nulos                                       | Votos nulos                             | Votos nulos                             | Votos nulos                             | 31         | —          |            |
| Total de votos emitidos (participación)           | Total de votos emitidos (participación) | Total de votos emitidos (participación) | Total de votos emitidos (participación) | 2658       | —          |            |
| Instituto Electoral y de Participación Ciudadana. |                                         |                                         |                                         |            |            |            |

#### Ayuntamiento de Zaragoza
| Ayuntamiento de Zaragoza                          | Ayuntamiento de Zaragoza                | Ayuntamiento de Zaragoza                | Ayuntamiento de Zaragoza                | Resultados | Resultados | Resultados |
| Candidato                                         | Candidato                               | Candidato                               | Partido                                 | Votos      | Porcentaje | Escaños    |
| ------------------------------------------------- | --------------------------------------- | --------------------------------------- | --------------------------------------- | ---------- | ---------- | ---------- |
|                                                   |                                         | —                                       | Partido Acción Nacional                 | 2,290      | —          | —          |
| Saúl Vara Rivera                                  |                                         | Saúl Vara Rivera                        | Partido Revolucionario Institucional    | 2,484      | —          | —          |
| Total de votos válidos                            | Total de votos válidos                  | Total de votos válidos                  | Total de votos válidos                  | 4774       | —          |            |
| Votos nulos                                       | Votos nulos                             | Votos nulos                             | Votos nulos                             | 88         | —          |            |
| Total de votos emitidos (participación)           | Total de votos emitidos (participación) | Total de votos emitidos (participación) | Total de votos emitidos (participación) | 4862       | —          |            |
| Instituto Electoral y de Participación Ciudadana. |                                         |                                         |                                         |            |            |            |

## Congreso del Estado

### Diputados
|  | 28.81 % |

|  | 48.97 % |

|  | 7.48 % |

|  | 3.50 % |

|  | 1.75 % |

|  | 3.77 % |

|  | 1.55 % |

|  | 1.24 % |

|  | 1.75 % |

|  | 0.64 % |

|  | 0.54 % |

|  | 96.64 % |

|  | 1.99 % |

|  | 46.47 % |

|  | 53.52 % |

#### 1.erdistrito. Saltillo
| 1.er distrito. Saltillo                           | 1.er distrito. Saltillo                 | 1.er distrito. Saltillo                 | 1.er distrito. Saltillo                 | Resultados | Resultados |
| Candidato                                         | Candidato                               | Candidato                               | Partido                                 | Votos      | Porcentaje |
| ------------------------------------------------- | --------------------------------------- | --------------------------------------- | --------------------------------------- | ---------- | ---------- |
|                                                   |                                         | —                                       | Partido Acción Nacional                 | 9032       | —          |
|                                                   |                                         | —                                       | Partido Revolucionario Institucional    | 16282      | —          |
|                                                   |                                         | —                                       | Partido de la Revolución Democrática    | 622        | —          |
|                                                   |                                         | —                                       | Partido del Trabajo                     | 394        | —          |
|                                                   |                                         | —                                       | Partido Verde Ecologista de México      | 480        | —          |
|                                                   |                                         | —                                       | Unidad Democrática de Coahuila          | 119        | —          |
|                                                   |                                         | —                                       | Partido Cardenista Coahuilense          | 258        | —          |
|                                                   |                                         | —                                       | Partido de la Libertad                  | 352        | —          |
|                                                   |                                         | —                                       | Convergencia por la Democracia          | 53         | —          |
|                                                   |                                         | —                                       | Partido Alianza Social                  | 115        | —          |
|                                                   |                                         | —                                       | Partido de la Sociedad Nacionalista     | 346        | —          |
| Total de votos válidos                            | Total de votos válidos                  | Total de votos válidos                  | Total de votos válidos                  | 28053      | —          |
| Votos nulos                                       | Votos nulos                             | Votos nulos                             | Votos nulos                             | 780        | —          |
| Total de votos emitidos (participación)           | Total de votos emitidos (participación) | Total de votos emitidos (participación) | Total de votos emitidos (participación) | 28833      | —          |
| Instituto Electoral y de Participación Ciudadana. |                                         |                                         |                                         |            |            |

#### 2.º distrito. Saltillo
| 2.º distrito. Saltillo                            | 2.º distrito. Saltillo                  | 2.º distrito. Saltillo                  | 2.º distrito. Saltillo                  | Resultados | Resultados |
| Candidato                                         | Candidato                               | Candidato                               | Partido                                 | Votos      | Porcentaje |
| ------------------------------------------------- | --------------------------------------- | --------------------------------------- | --------------------------------------- | ---------- | ---------- |
|                                                   |                                         | —                                       | Partido Acción Nacional                 | 10407      | —          |
|                                                   |                                         | —                                       | Partido Revolucionario Institucional    | 19780      | —          |
|                                                   |                                         | —                                       | Partido de la Revolución Democrática    | 885        | —          |
|                                                   |                                         | —                                       | Partido del Trabajo                     | 448        | —          |
|                                                   |                                         | —                                       | Partido Verde Ecologista de México      | 528        | —          |
|                                                   |                                         | —                                       | Unidad Democrática de Coahuila          | 142        | —          |
|                                                   |                                         | —                                       | Partido Cardenista Coahuilense          | 937        | —          |
|                                                   |                                         | —                                       | Partido de la Libertad                  | 383        | —          |
|                                                   |                                         | —                                       | Convergencia por la Democracia          | 92         | —          |
|                                                   |                                         | —                                       | Partido Alianza Social                  | 128        | —          |
|                                                   |                                         | —                                       | Partido de la Sociedad Nacionalista     | 720        | —          |
|                                                   |                                         | —                                       | —                                       | —          | —          |
| Total de votos válidos                            | Total de votos válidos                  | Total de votos válidos                  | Total de votos válidos                  | 34450      | —          |
| Votos nulos                                       | Votos nulos                             | Votos nulos                             | Votos nulos                             | 642        | —          |
| Total de votos emitidos (participación)           | Total de votos emitidos (participación) | Total de votos emitidos (participación) | Total de votos emitidos (participación) | 35092      | —          |
| Instituto Electoral y de Participación Ciudadana. |                                         |                                         |                                         |            |            |

#### 3.erdistrito. Saltillo
| 3.er distrito. Saltillo                           | 3.er distrito. Saltillo                 | 3.er distrito. Saltillo                 | 3.er distrito. Saltillo                 | Resultados | Resultados |
| Candidato                                         | Candidato                               | Candidato                               | Partido                                 | Votos      | Porcentaje |
| ------------------------------------------------- | --------------------------------------- | --------------------------------------- | --------------------------------------- | ---------- | ---------- |
|                                                   |                                         | —                                       | Partido Acción Nacional                 | 7922       | —          |
|                                                   |                                         | —                                       | Partido Revolucionario Institucional    | 17446      | —          |
|                                                   |                                         | —                                       | Partido de la Revolución Democrática    | 730        | —          |
|                                                   |                                         | —                                       | Partido del Trabajo                     | 363        | —          |
|                                                   |                                         | —                                       | Partido Verde Ecologista de México      | 635        | —          |
|                                                   |                                         | —                                       | Unidad Democrática de Coahuila          | 108        | —          |
|                                                   |                                         | —                                       | Partido Cardenista Coahuilense          | 752        | —          |
|                                                   |                                         | —                                       | Partido de la Libertad                  | 229        | —          |
|                                                   |                                         | —                                       | Convergencia por la Democracia          | 375        | —          |
|                                                   |                                         | —                                       | Partido Alianza Social                  | 106        | —          |
|                                                   |                                         | —                                       | Partido de la Sociedad Nacionalista     | 340        | —          |
|                                                   |                                         | —                                       | —                                       | —          | —          |
| Total de votos válidos                            | Total de votos válidos                  | Total de votos válidos                  | Total de votos válidos                  | 29006      | —          |
| Votos nulos                                       | Votos nulos                             | Votos nulos                             | Votos nulos                             | 682        | —          |
| Total de votos emitidos (participación)           | Total de votos emitidos (participación) | Total de votos emitidos (participación) | Total de votos emitidos (participación) | 29688      | —          |
| Instituto Electoral y de Participación Ciudadana. |                                         |                                         |                                         |            |            |

#### 4.º distrito. Saltillo
| 4.º distrito. Saltillo                            | 4.º distrito. Saltillo                  | 4.º distrito. Saltillo                  | 4.º distrito. Saltillo                  | Resultados | Resultados |
| Candidato                                         | Candidato                               | Candidato                               | Partido                                 | Votos      | Porcentaje |
| ------------------------------------------------- | --------------------------------------- | --------------------------------------- | --------------------------------------- | ---------- | ---------- |
|                                                   |                                         | —                                       | Partido Acción Nacional                 | 7540       | —          |
|                                                   |                                         | —                                       | Partido Revolucionario Institucional    | 19629      | —          |
|                                                   |                                         | —                                       | Partido de la Revolución Democrática    | 749        | —          |
|                                                   |                                         | —                                       | Partido del Trabajo                     | 578        | —          |
|                                                   |                                         | —                                       | Partido Verde Ecologista de México      | 584        | —          |
|                                                   |                                         | —                                       | Unidad Democrática de Coahuila          | 95         | —          |
|                                                   |                                         | —                                       | Partido Cardenista Coahuilense          | 317        | —          |
|                                                   |                                         | —                                       | Partido de la Libertad                  | 254        | —          |
|                                                   |                                         | —                                       | Convergencia por la Democracia          | 62         | —          |
|                                                   |                                         | —                                       | Partido Alianza Social                  | 152        | —          |
|                                                   |                                         | —                                       | Partido de la Sociedad Nacionalista     | 824        | —          |
| Total de votos válidos                            | Total de votos válidos                  | Total de votos válidos                  | Total de votos válidos                  | 30784      | —          |
| Votos nulos                                       | Votos nulos                             | Votos nulos                             | Votos nulos                             | 703        | —          |
| Total de votos emitidos (participación)           | Total de votos emitidos (participación) | Total de votos emitidos (participación) | Total de votos emitidos (participación) | 31487      | —          |
| Instituto Electoral y de Participación Ciudadana. |                                         |                                         |                                         |            |            |

#### 5.º distrito. Parras
| 5.º distrito. Parras                              | 5.º distrito. Parras                    | 5.º distrito. Parras                    | 5.º distrito. Parras                    | Resultados | Resultados |
| Candidato                                         | Candidato                               | Candidato                               | Partido                                 | Votos      | Porcentaje |
| ------------------------------------------------- | --------------------------------------- | --------------------------------------- | --------------------------------------- | ---------- | ---------- |
|                                                   |                                         | —                                       | Partido Acción Nacional                 | 13223      | —          |
|                                                   |                                         | —                                       | Partido Revolucionario Institucional    | 19448      | —          |
|                                                   |                                         | —                                       | Partido de la Revolución Democrática    | 1780       | —          |
|                                                   |                                         | —                                       | Partido del Trabajo                     | 1923       | —          |
|                                                   |                                         | —                                       | Partido Verde Ecologista de México      | 260        | —          |
|                                                   |                                         | —                                       | Unidad Democrática de Coahuila          | —          | —          |
|                                                   |                                         | —                                       | Partido Cardenista Coahuilense          | 1430       | —          |
|                                                   |                                         | —                                       | Partido de la Libertad                  | 722        | —          |
|                                                   |                                         | —                                       | Convergencia                            | 219        | —          |
|                                                   |                                         | —                                       | Partido Alianza Social                  | 100        | —          |
|                                                   |                                         | —                                       | Partido de la Sociedad Nacionalista     | 36         | —          |
|                                                   |                                         | —                                       | —                                       | —          | —          |
| Total de votos válidos                            | Total de votos válidos                  | Total de votos válidos                  | Total de votos válidos                  | 39141      | —          |
| Votos nulos                                       | Votos nulos                             | Votos nulos                             | Votos nulos                             | 1977       | —          |
| Total de votos emitidos (participación)           | Total de votos emitidos (participación) | Total de votos emitidos (participación) | Total de votos emitidos (participación) | 41118      | —          |
| Instituto Electoral y de Participación Ciudadana. |                                         |                                         |                                         |            |            |

#### 6.º distrito. Matamoros
| 6.º distrito. Matamoros                           | 6.º distrito. Matamoros                 | 6.º distrito. Matamoros                 | 6.º distrito. Matamoros                 | Resultados | Resultados |
| Candidato                                         | Candidato                               | Candidato                               | Partido                                 | Votos      | Porcentaje |
| ------------------------------------------------- | --------------------------------------- | --------------------------------------- | --------------------------------------- | ---------- | ---------- |
|                                                   |                                         | —                                       | Partido Acción Nacional                 | 5160       | —          |
|                                                   |                                         | —                                       | Partido Revolucionario Institucional    | 17756      | —          |
| Gregorio Contreras Pacheco                        |                                         | Gregorio Contreras Pacheco              | Partido de la Revolución Democrática    | 1976       | —          |
|                                                   |                                         | —                                       | Partido del Trabajo                     | 1932       | —          |
|                                                   |                                         | —                                       | Partido Verde Ecologista de México      | 335        | —          |
| Gregorio Contreras Pacheco                        |                                         | Gregorio Contreras Pacheco              | Unidad Democrática de Coahuila          | 8986       | —          |
|                                                   |                                         | —                                       | Partido Cardenista Coahuilense          | 980        | —          |
|                                                   |                                         | —                                       | Partido de la Libertad                  | 1080       | —          |
|                                                   |                                         | —                                       | Convergencia                            | 932        | —          |
|                                                   |                                         | —                                       | Partido Alianza Social                  | 522        | —          |
|                                                   |                                         | —                                       | Partido de la Sociedad Nacionalista     | —          | —          |
| Total de votos válidos                            | Total de votos válidos                  | Total de votos válidos                  | Total de votos válidos                  | 39659      | —          |
| Votos nulos                                       | Votos nulos                             | Votos nulos                             | Votos nulos                             | 1930       | —          |
| Total de votos emitidos (participación)           | Total de votos emitidos (participación) | Total de votos emitidos (participación) | Total de votos emitidos (participación) | 41589      | —          |
| Instituto Electoral y de Participación Ciudadana. |                                         |                                         |                                         |            |            |

#### 12.º distrito. Francisco I. Madero
| 12.º distrito. Francisco I. Madero                | 12.º distrito. Francisco I. Madero      | 12.º distrito. Francisco I. Madero      | 12.º distrito. Francisco I. Madero      | Resultados | Resultados |
| Candidato                                         | Candidato                               | Candidato                               | Partido                                 | Votos      | Porcentaje |
| ------------------------------------------------- | --------------------------------------- | --------------------------------------- | --------------------------------------- | ---------- | ---------- |
|                                                   |                                         | —                                       | Partido Acción Nacional                 | 3363       | —          |
|                                                   |                                         | —                                       | Partido Revolucionario Institucional    | 12421      | —          |
|                                                   |                                         | —                                       | Partido de la Revolución Democrática    | 4764       | —          |
|                                                   |                                         | —                                       | Partido del Trabajo                     | 1380       | —          |
|                                                   |                                         | —                                       | Partido Verde Ecologista de México      | 327        | —          |
|                                                   |                                         | —                                       | Unidad Democrática de Coahuila          | 339        | —          |
|                                                   |                                         | —                                       | Partido Cardenista Coahuilense          | 2597       | —          |
|                                                   |                                         | —                                       | Partido de la Libertad                  | 30         | —          |
|                                                   |                                         | —                                       | Convergencia                            | 309        | —          |
|                                                   |                                         | —                                       | Partido Alianza Social                  | 74         | —          |
|                                                   |                                         | —                                       | Partido de la Sociedad Nacionalista     | 130        | —          |
| Total de votos válidos                            | Total de votos válidos                  | Total de votos válidos                  | Total de votos válidos                  | 25734      | —          |
| Votos nulos                                       | Votos nulos                             | Votos nulos                             | Votos nulos                             | 900        | —          |
| Total de votos emitidos (participación)           | Total de votos emitidos (participación) | Total de votos emitidos (participación) | Total de votos emitidos (participación) | 26634      | —          |
| Instituto Electoral y de Participación Ciudadana. |                                         |                                         |                                         |            |            |

#### 15.º distrito. Monclova
| 15.º distrito. Monclova                           | 15.º distrito. Monclova                 | 15.º distrito. Monclova                 | 15.º distrito. Monclova                 | Resultados | Resultados |
| Candidato                                         | Candidato                               | Candidato                               | Partido                                 | Votos      | Porcentaje |
| ------------------------------------------------- | --------------------------------------- | --------------------------------------- | --------------------------------------- | ---------- | ---------- |
|                                                   |                                         | —                                       | Partido Acción Nacional                 | 10111      | —          |
|                                                   |                                         | —                                       | Partido Revolucionario Institucional    | 15395      | —          |
|                                                   |                                         | —                                       | Partido de la Revolución Democrática    | 1122       | —          |
|                                                   |                                         | —                                       | Partido del Trabajo                     | 2058       | —          |
|                                                   |                                         | —                                       | Partido Verde Ecologista de México      | 197        | —          |
|                                                   |                                         | —                                       | Unidad Democrática de Coahuila          | —          | —          |
|                                                   |                                         | —                                       | Partido Cardenista Coahuilense          | 168        | —          |
|                                                   |                                         | —                                       | Partido de la Libertad                  | 533        | —          |
|                                                   |                                         | —                                       | Convergencia                            | 285        | —          |
|                                                   |                                         | —                                       | Partido Alianza Social                  | 291        | —          |
|                                                   |                                         | —                                       | Partido de la Sociedad Nacionalista     | 257        | —          |
|                                                   |                                         | —                                       | —                                       | —          | —          |
| Total de votos válidos                            | Total de votos válidos                  | Total de votos válidos                  | Total de votos válidos                  | 30417      | —          |
| Votos nulos                                       | Votos nulos                             | Votos nulos                             | Votos nulos                             | 1051       | —          |
| Total de votos emitidos (participación)           | Total de votos emitidos (participación) | Total de votos emitidos (participación) | Total de votos emitidos (participación) | 31468      | —          |
| Instituto Electoral y de Participación Ciudadana. |                                         |                                         |                                         |            |            |

#### 16.º distrito. Monclova
| 16.º distrito. Monclova                           | 16.º distrito. Monclova                 | 16.º distrito. Monclova                 | 16.º distrito. Monclova                 | Resultados | Resultados |
| Candidato                                         | Candidato                               | Candidato                               | Partido                                 | Votos      | Porcentaje |
| ------------------------------------------------- | --------------------------------------- | --------------------------------------- | --------------------------------------- | ---------- | ---------- |
|                                                   |                                         | —                                       | Partido Acción Nacional                 | 9260       | —          |
|                                                   |                                         | —                                       | Partido Revolucionario Institucional    | 15220      | —          |
|                                                   |                                         | —                                       | Partido de la Revolución Democrática    | 792        | —          |
|                                                   |                                         | —                                       | Partido del Trabajo                     | 927        | —          |
|                                                   |                                         | —                                       | Partido Verde Ecologista de México      | —          | —          |
|                                                   |                                         | —                                       | Unidad Democrática de Coahuila          | 48         | —          |
|                                                   |                                         | —                                       | Partido Cardenista Coahuilense          | 215        | —          |
|                                                   |                                         | —                                       | Partido de la Libertad                  | 719        | —          |
|                                                   |                                         | —                                       | Convergencia por la Democracia          | 114        | —          |
|                                                   |                                         | —                                       | Partido Alianza Social                  | 555        | —          |
|                                                   |                                         | —                                       | Partido de la Sociedad Nacionalista     | 403        | —          |
| Total de votos válidos                            | Total de votos válidos                  | Total de votos válidos                  | Total de votos válidos                  | 28253      | —          |
| Votos nulos                                       | Votos nulos                             | Votos nulos                             | Votos nulos                             | 632        | —          |
| Total de votos emitidos (participación)           | Total de votos emitidos (participación) | Total de votos emitidos (participación) | Total de votos emitidos (participación) | 28885      | —          |
| Instituto Electoral y de Participación Ciudadana. |                                         |                                         |                                         |            |            |

#### 17.º distrito. Sabinas
| 17.º distrito. Sabinas                            | 17.º distrito. Sabinas                  | 17.º distrito. Sabinas                  | 17.º distrito. Sabinas                  | Resultados | Resultados |
| Candidato                                         | Candidato                               | Candidato                               | Partido                                 | Votos      | Porcentaje |
| ------------------------------------------------- | --------------------------------------- | --------------------------------------- | --------------------------------------- | ---------- | ---------- |
|                                                   |                                         | —                                       | Partido Acción Nacional                 | 8110       | —          |
|                                                   |                                         | —                                       | Partido Revolucionario Institucional    | 14793      | —          |
|                                                   |                                         | —                                       | Partido de la Revolución Democrática    | 1164       | —          |
|                                                   |                                         | —                                       | Partido del Trabajo                     | 2209       | —          |
|                                                   |                                         | —                                       | Partido Verde Ecologista de México      | —          | —          |
|                                                   |                                         | —                                       | Unidad Democrática de Coahuila          | 1593       | —          |
|                                                   |                                         | —                                       | Partido Cardenista Coahuilense          | 288        | —          |
|                                                   |                                         | —                                       | Partido de la Libertad                  | 1380       | —          |
|                                                   |                                         | —                                       | Convergencia por la Democracia          | 5219       | —          |
|                                                   |                                         | —                                       | Partido Alianza Social                  | 201        | —          |
|                                                   |                                         | —                                       | Partido de la Sociedad Nacionalista     | —          | —          |
| Total de votos válidos                            | Total de votos válidos                  | Total de votos válidos                  | Total de votos válidos                  | 34957      | —          |
| Votos nulos                                       | Votos nulos                             | Votos nulos                             | Votos nulos                             | 1242       | —          |
| Total de votos emitidos (participación)           | Total de votos emitidos (participación) | Total de votos emitidos (participación) | Total de votos emitidos (participación) | 36199      | —          |
| Instituto Electoral y de Participación Ciudadana. |                                         |                                         |                                         |            |            |

#### 18.º distrito. Muzquiz
| 18.º distrito. Muzquiz                            | 18.º distrito. Muzquiz                  | 18.º distrito. Muzquiz                  | 18.º distrito. Muzquiz                  | Resultados | Resultados |
| Candidato                                         | Candidato                               | Candidato                               | Partido                                 | Votos      | Porcentaje |
| ------------------------------------------------- | --------------------------------------- | --------------------------------------- | --------------------------------------- | ---------- | ---------- |
|                                                   |                                         | —                                       | Partido Acción Nacional                 | 6879       | —          |
|                                                   |                                         | —                                       | Partido Revolucionario Institucional    | 21801      | —          |
|                                                   |                                         | —                                       | Partido de la Revolución Democrática    | —          | —          |
|                                                   |                                         | —                                       | Partido del Trabajo                     | 1888       | —          |
|                                                   |                                         | —                                       | Partido Verde Ecologista de México      | —          | —          |
|                                                   |                                         | —                                       | Unidad Democrática de Coahuila          | 7142       | —          |
|                                                   |                                         | —                                       | Partido Cardenista Coahuilense          | 70         | —          |
|                                                   |                                         | —                                       | Partido de la Libertad                  | 293        | —          |
|                                                   |                                         | —                                       | Convergencia por la Democracia          | —          | —          |
|                                                   |                                         | —                                       | Partido Alianza Social                  | —          | —          |
|                                                   |                                         | —                                       | Partido de la Sociedad Nacionalista     | 81         | —          |
| Total de votos válidos                            | Total de votos válidos                  | Total de votos válidos                  | Total de votos válidos                  | 38154      | —          |
| Votos nulos                                       | Votos nulos                             | Votos nulos                             | Votos nulos                             | 2084       | —          |
| Total de votos emitidos (participación)           | Total de votos emitidos (participación) | Total de votos emitidos (participación) | Total de votos emitidos (participación) | 40238      | —          |
| Instituto Electoral y de Participación Ciudadana. |                                         |                                         |                                         |            |            |

#### 20.º distrito. Piedras Negras
| 20.º distrito. Piedras Negras                     | 20.º distrito. Piedras Negras           | 20.º distrito. Piedras Negras           | 20.º distrito. Piedras Negras           | Resultados | Resultados |
| Candidato                                         | Candidato                               | Candidato                               | Partido                                 | Votos      | Porcentaje |
| ------------------------------------------------- | --------------------------------------- | --------------------------------------- | --------------------------------------- | ---------- | ---------- |
|                                                   |                                         | —                                       | Partido Acción Nacional                 | 8078       | —          |
|                                                   |                                         | —                                       | Partido Revolucionario Institucional    | 25884      | —          |
|                                                   |                                         | —                                       | Partido de la Revolución Democrática    | 3118       | —          |
|                                                   |                                         | —                                       | Partido del Trabajo                     | 1430       | —          |
|                                                   |                                         | —                                       | Partido Verde Ecologista de México      | —          | —          |
|                                                   |                                         | —                                       | Unidad Democrática de Coahuila          | 213        | —          |
|                                                   |                                         | —                                       | Partido Cardenista Coahuilense          | 867        | —          |
|                                                   |                                         | —                                       | Partido de la Libertad                  | 385        | —          |
|                                                   |                                         | —                                       | Convergencia por la Democracia          | 1179       | —          |
|                                                   |                                         | —                                       | Partido Alianza Social                  | 110        | —          |
|                                                   |                                         | —                                       | Partido de la Sociedad Nacionalista     | —          | —          |
| Total de votos válidos                            | Total de votos válidos                  | Total de votos válidos                  | Total de votos válidos                  | 41264      | —          |
| Votos nulos                                       | Votos nulos                             | Votos nulos                             | Votos nulos                             | 1101       | —          |
| Total de votos emitidos (participación)           | Total de votos emitidos (participación) | Total de votos emitidos (participación) | Total de votos emitidos (participación) | 42365      | —          |
| Instituto Electoral y de Participación Ciudadana. |                                         |                                         |                                         |            |            |

### Diputados Electos a la LVI Legislatura
| Distrito        | Candidato electo                 |
| --------------- | -------------------------------- |
| I               | Martha Loera Arambula            |
| II              | Hilda Flores Escalera            |
| III             | Jesús Alfonso Arreola Pérez      |
| IV              | José Abraham Cepeda Izaguirre    |
| V               | Tereso Medina Ramírez            |
| VI              | Fernando Castañeda Limones       |
| VII             | Samuel González Pérez            |
| VIII            | José Andrés García Villa         |
| IX              | Luis Fernando Salazar Fernández  |
| X               | Jesús de León Tello              |
| XI              | Salomón Juan Marcos Issa         |
| XII             | Ramón Verduzco González          |
| XIII            | Rubén Francisco Rentería         |
| XIV             | Manuel Cutberto Solís Oyervidez  |
| XV              | Carlos Tamez Cuellar             |
| XVI             | Fernando de la Fuente Villarreal |
| XVII            | Ramiro Flores Ramírez            |
| XVIII           | Hugo Martínez González           |
| XIX             | Gabriel Ramos Rivera             |
| XX              | Jesús Mario Flores Garza         |
| Plurinominal 1  | María Eugenia Cázares Martínez   |
| Plurinominal 2  | Mary Telma Guajardo Villarreal   |
| Plurinominal 3  | Evaristo Lenin Pérez Rivera      |
| Plurinominal 4  | Ramón Díaz Ávila                 |
| Plurinominal 5  | José Ángel Pérez Hernández       |
| Plurinominal 6  | María Beatriz Granillo Vázquez   |
| Plurinominal 7  | Gregorio Contreras Pacheco       |
| Plurinominal 8  | José Guadalupe Saldaña Padilla   |
| Plurinominal 9  | José Luis Triana Sosa            |
| Plurinominal 10 | Francisco Ortiz del Campo        |
| Plurinominal 11 | Karla Samperio Flores            |
| Plurinominal 12 | Latiffe Eloisa Burciaga Neme     |
| Plurinominal 13 | Miguel Mery Ayup                 |
| Plurinominal 14 | Esteban Martínez Díaz            |
| Plurinominal 15 | Gabriel Calvillo Ceniceros       |